# Ferran Llovera Pulgsech
Ferran Llovera Pulgsech, řeholním jménem Ferran María (19. března 1902, Orfans – 22. listopadu 1936, Barcelona) byl španělský římskokatolický řeholník Řádu karmelitánů, kněz a mučedník. Katolická církev ho uctívá jako blahoslaveného.

## Život
Narodil se 19. března 1902 v Orfans v provincii Girona. Byl předposlední dítě ze 14 dětí. Tři jeho sestry se zasvětili Bohu jako řeholnice a jeden jeho bratr se stal knězem.
Roku 1918 vstoupil do karmelitánského řádu a po složení řeholních slibů přijal jméno Ferran María. Následně se stal knězem a poté odešel do Portorika, kde pět let působil jako misionář. Byl často vyhledávaným knězem a byl znám svoji pokojnou povahou. Když se vrátil zpět do své rodné země byl ustanoven převorem kláštera v Olotu.
Po vypuknutí Španělské občanské války v červenci 1936 a pronásledování katolické církve se otec Ferran rozhodl úkrýt u své rodiny a chtěl pod jiným jménem opustit Španělsko. Ostatní řeholní bratři z kláštera v Olot se také ukryly u svých rodin a přátel.
Dne 6. listopadu 1936 se rozhodl odplout na lodi Aufa k francouzskému přístavu Marseille. Jeho plán někdo prozradil policii a ta jej před odplutím zatkla a obvinila z kontrarevoluční činnosti. Ve vězení povzbuzoval spoluvězně a vykonával svou kněžskou službu. Dne 22. listopadu 1936 byl zastřelen na kopci Montjuïc v Barceloně.

## Proces blahořečení
Jeho proces blahořečení byl zahájen roku 1959 v arcidiecézi Barcelona spolu s dalšími patnácti karmelitánskými spolubratry a jednou řeholnicí.
Dne 26. června 2006 uznal papež Benedikt XVI. jejich mučednictví. Blahořečeni byli 28. října 2007.